# الکساندر مالتین
الکساندر مالتین (روسی: Александр Иванович Малетин؛ زادهٔ ۶ فوریهٔ ۱۹۷۵) بوکسور اهل اتحاد جماهیر شوروی سوسیالیستی است.